# 丝须蒟蒻薯
丝须蒟蒻薯（学名：Tacca integrifolia）是蒟蒻薯科蒟蒻薯属的植物。其种加词“integrifolia”意为“全缘叶的”。分布在泰国、马来西亚、印度、巴基斯坦、缅甸以及中国大陆的西藏等地，生长于海拔800米至850米的地区，一般生于山坡密林下，目前尚未由人工引种栽培。